# Mellier (rivière)
Pour les articles homonymes, voir Mellier.
 (mars 2021).
Si vous disposez d'ouvrages ou d'articles de référence ou si vous connaissez des sites web de qualité traitant du thème abordé ici, merci de compléter l'article en donnant les références utiles à sa vérifiabilité et en les liant à la section « Notes et références ».
La Mellier est une rivière de Belgique, affluent en rive droite de la Rulles, un affluent de la Semois, faisant partie du bassin versant de la Meuse. Elle coule entièrement en province de Luxembourg.
Prenant sa source près de Neufchâteau, elle traverse la commune de Léglise, avant de quitter l'Ardenne pour pénétrer en Gaume et se jeter dans la Rulles entre les villages de Marbehan, Rulles et Harinsart. Son débit à Marbehan, 2km en amont de son confluent avec la Rulles, est en moyenne de 1,4 m3/s et le débit de crue de référence y est de 45 m3/s.  
Historiquement, le cours d'eau alimentait le moulin de la Scierie de Marbehan, dont le canal persiste au niveau de la rue de la scierie.  
En février 2024, une pollution du Mellier liée à une grande quantité d'huiles contaminées a entraîné l'interdiction de la pêche et des activités nautiques sur la Semois jusqu'au 1er juin 2024,.  

## Géographie
Elle parcourt au total une longueur d'environ 20 km. Son niveau varie de 20 cm en été à près de 2 m lors des périodes de crues. Elle passe successivement par les hameaux ardennais de Cousteumont, Bernimont, Lavaux et Naleumont. La Mellier tire son nom du village éponyme, qu'elle arrose en dernier lieu avant de quitter l'Ardenne.